# Sabrina – Podwodna przygoda
Sabrina – Podwodna przygoda (ang. Sabrina, Down Under) – telewizyjny film fabularny z 1999 roku, sequel filmu Sabrina jedzie do Rzymu (Sabrina Goes to Rome, 1998). Na motywach filmu powstała nowelizacja Ellen Titlebaum pod tym samym tytułem.

## Zarys fabularny
Sabrina próbuje ocalić przed wyginięciem kolonię syren morskich. W tym celu wybiera się do Australii na Wielką Rafę Koralową. Towarzyszą jej wierni przyjaciele – kapitalny kot Salem Saberhagen oraz czarownica z Wielkiej Brytanii Gwen.

## Obsada
- Melissa Joan Hart jako Sabrina Spellman
- Tara Strong jako Gwen
- Scott Michaelson jako Barnaby
- Lindsay Sloane jako Fin
- Nick Bakay jako głos Salema Saberhagena